# گوبونگدائسان
گوبونگدائسان (به لاتین: Gubongdaesan) یک کوه در کره جنوبی است که در کره جنوبی واقع شده‌است. گوبونگدائسان ۹۰۰٫۷ متر بالاتر از سطح دریا واقع شده‌است.